# Liste des députés de la Communauté française de Belgique (2019-2024)
Le parlement de la Communauté française de Belgique élu en 2019 compte 94 députés :
- 75 députés élus au suffrage universel direct au parlement wallon sauf les germanophones qui sont remplacés par leur premier suppléant francophone,
- 19 députés élus par les députés francophones du Parlement bruxellois en leur sein (), comme suit :

| cdH | PS | MR | ECOLO | PTB | DéFI |
| 1   | 5  | 3  | 4     | 3   | 3    |
| --- | -- | -- | ----- | --- | ---- |

Le Parlement désigne les 10 sénateurs visés à l'article 67, § 1er, 2e de la Constitution conformément à la procédure fixée par les articles 212bis, 212ter et 213 du Code électoral. Ces députés sont délégués au sénat comme sénateur de communauté (), comme suit :
| législature | partis | partis | partis | partis |     |      |
| .           | cdH    | PS     | MR     | ECOLO  | PTB | DéFI |
| 55e         |        |        |        |        |     |      |
| ----------- | ------ | ------ | ------ | ------ | --- | ---- |

Les députés ayant prêté serment en allemand sont remplacés par leur suppléants respectifs.
Le parlement a été installé le 18 juin 2019.

## Bureau
- Président : Rudy Demotte (PS) remplace (17.09.19) Philippe Courard (PS)
  - 1re Vice-Présidente : Caroline Cassart-Mailleux (MR) remplace (17.09.19) Sybille de Coster-Bauchau (MR)
  - 2e Vice-Président : Mathieu Daele (Ecolo)
  - 3e Vice-Président : Laurent Devin (PS) remplace (17.09.19) André Frédéric (PS)
    - 1re secrétaire : Jean-Pierre Kerckhofs (PTB) remplace (17.09.19) Alice Bernard (PTB)
    - 2e secrétaire : Philippe Dodrimont (MR) remplace (17.09.19) Françoise Schepmans (MR)
    - 3e secrétaire : Mathilde Vandorpe (cdH)
      - Chefs de groupes politiques :
        - PS : Laurent Devin remplace (17.09.19) André Frédéric
        - MR : Françoise Schepmans remplace (17.09.19) Jean-Paul Wahl
        - Ecolo : Matteo Segers remplace (17.09.19) Bénédicte Linard remplace (05.09.19) Barbara Trachte
        - PTB : Alice Bernard
        - cdH : Alda Greoli

## Commissions

### Commissions permanentes
- Commission des Affaires générales, des Relations internationales, du Règlement et du Contrôle des communications des membres du Gouvernement
  - Président : Jean-Pierre Kerckhofs (PTB)
  - 1re Vice-Présidente : Hélène Ryckmans (Ecolo)
  - 2e Vice-Président : Jean-Charles Luperto (PS)
- Commission du Budget, de la Fonction publique, de l'Égalité des chances, de la Tutelle sur WBE et des Bâtiments scolaires
  - Président : Christophe Collignon (PS)
  - 1re Vice-Président : Samuel Nemes (PTB)
  - 2e Vice-Présidente : Anne Laffut (MR)
- Commission de l'Enfance, de la Santé, de la Culture, des Médias et des Droits des femmes
  - Présidente : Valérie Delporte (Ecolo)
  - 1re Vice-Présidente : Isabelle Emmery (PS)
  - 2e Vice-Présidente : Sabine Roberty (PS)
- Commission de l'Enseignement supérieur, de l'Enseignement de promotion sociale, des Hôpitaux universitaires, des Sports, de la Jeunesse, de l'Aide à la jeunesse, des Maisons de justice et de la Promotion de Bruxelles
  - Président : Nicolas Tzanetatos (MR)
  - 1re Vice-Président : Eddy Fontaine (PS)
  - 2e Vice-Présidente : Anouk Vandevoorde (PTB)
- Commission de l'Éducation :
  - Présidente : Latifa Gahouchi (PS)
  - 1re Vice-Président : Manu Douette (MR)
  - 2e Vice-Président : Kalvin Soiresse Njall (Ecolo)

## Partis représentés

### Parti socialiste(28)
| Arrondissement                           | Député                                 | Député remplacé      |
| ---------------------------------------- | -------------------------------------- | -------------------- |
| Tournai-Ath-Mouscron                     | Fatima Ahallouch                       |                      |
| Bruxelles                                | Martin Casier                          |                      |
| Bruxelles                                | Delphine Chabbert                      |                      |
| Arlon-Marche-Bastogne-Neufchâteau-Virton | Philippe Courard                       |                      |
| Tournai-Ath-Mouscron                     | Rudy Demotte                           |                      |
| Soignies-La Louvière                     | Laurent Devin                          |                      |
| Soignies-La Louvière                     | Michel Di Mattia                       |                      |
| Bruxelles                                | Nadia El Yousfi                        |                      |
| Bruxelles                                | Isabelle Emmery                        |                      |
| Dinant-Philippeville                     | Eddy Fontaine (depuis le 17/09/2019)   | Pierre-Yves Dermagne |
| Verviers                                 | André Frédéric                         |                      |
| Charleroi-Thuin                          | Paul Furlan                            |                      |
| Charleroi-Thuin                          | Latifa Gahouchi                        |                      |
| Namur                                    | Gwenaëlle Grovonius                    |                      |
| Charleroi-Thuin                          | Maxime Hardy (depuis le 15/01/2020)    | Philippe Blanchart   |
| Mons                                     | Joëlle Kapompole                       |                      |
| Nivelles                                 | Dimitri Legasse                        |                      |
| Liège                                    | Mauro Lenzini                          |                      |
| Liège                                    | Laurent Léonard (depuis le 17/09/2019) | Christie Morreale    |
| Mons                                     | Jean-Pierre Lepine                     |                      |
| Huy-Waremme                              | Eric Lomba (depuis le 21/10/2020)      | Christophe Collignon |
| Namur                                    | Jean-Charles Luperto                   |                      |
| Liège                                    | Jean-Claude Marcourt                   |                      |
| Bruxelles                                | Mohamed Ouriaghli                      |                      |
| Soignies-La Louvière                     | Sophie Pécriaux                        |                      |
| Liège                                    | Sabine Roberty                         |                      |
| Charleroi-Thuin                          | Mourad Sahli                           |                      |
| Liège                                    | Thierry Witsel                         |                      |

### Mouvement réformateur(23)
| Arrondissement                           | Député                                    | Député remplacé     |
| ---------------------------------------- | ----------------------------------------- | ------------------- |
| Dinant-Philippeville                     | François Bellot                           |                     |
| Bruxelles                                | Alexia Bertrand                           |                     |
| Huy-Waremme                              | Caroline Cassart-Mailleux                 |                     |
| Tournai-Ath-Mouscron                     | Hervé Cornillie (depuis le 17/09/2019)    | Jean-Luc Crucke     |
| Verviers                                 | Stéphanie Cortisse (depuis le 18/09/2019) | Pierre-Yves Jeholet |
| Nivelles                                 | Sybille de Coster-Bauchau                 |                     |
| Liège                                    | Philippe Dodrimont                        |                     |
| Huy-Waremme                              | Manu Douette                              |                     |
| Tournai-Ath-Mouscron                     | Véronique Durenne                         | Alice Leeuwerck     |
| Arlon-Marche-Bastogne-Neufchâteau-Virton | Yves Evrard                               | Willy Borsus        |
| Mons                                     | Jacqueline Galant                         |                     |
| Verviers                                 | Charles Gardier                           | Christine Mauel     |
| Nivelles                                 | Nicolas Janssen                           |                     |
| Arlon-Marche-Bastogne-Neufchâteau-Virton | Anne Laffut                               |                     |
| Namur                                    | Sabine Laruelle                           |                     |
| Nivelles                                 | Olivier Maroy                             |                     |
| Dinant                                   | Françoise Mathieux                        |                     |
| Liège                                    | Diana Nikolic                             |                     |
| Bruxelles                                | Françoise Schepmans                       |                     |
| Charleroi-Thuin                          | Rachel Sobry                              |                     |
| Charleroi-Thuin                          | Nicolas Tzanetatos                        |                     |
| Bruxelles                                | Gaëtan Van Goidsenhoven                   |                     |
| Nivelles                                 | Jean-Paul Wahl                            |                     |

### Ecolo(16)
| Arrondissement                           | Député                | Député remplacé  |
| ---------------------------------------- | --------------------- | ---------------- |
| Tournai-Ath-Mouscron                     | Laurent Agache        | Bénédicte Linard |
| Liège                                    | Olivier Bierin        |                  |
| Charleroi-Thuin                          | Christophe Clersy     |                  |
| Liège                                    | Veronica Cremasco     |                  |
| Verviers                                 | Matthieu Daele        | Anne Kelleter    |
| Namur                                    | Valérie Delporte      |                  |
| Huy-Waremme                              | Rodrigue Demeuse      |                  |
| Bruxelles                                | Margaux De Ré         | Rajae Maouane    |
| Mons                                     | Manu Disabato         |                  |
| Arlon-Marche-Bastogne-Neufchâteau-Virton | Jean-Philippe Florent |                  |
| Namur                                    | Stéphane Hazée        |                  |
| Nivelles                                 | Laurent Heyvaert      |                  |
| Bruxelles                                | Pierre-Yves Lux       | Barbara Trachte  |
| Nivelles                                 | Hélène Ryckmans       |                  |
| Bruxelles                                | Matteo Segers         |                  |
| Bruxelles                                | Kalvin Soiresse Njall |                  |

### Parti du travail de BelgiquePTB (13)
| Arrondissement       | Député                | Député remplacé |
| -------------------- | --------------------- | --------------- |
| Liège                | Alice Bernard         |                 |
| Mons                 | John Beugnies         |                 |
| Tournai-Ath-Mouscron | Jori Dupont           |                 |
| Bruxelles            | Elisa Groppi          |                 |
| Soignies-La Louvière | Antoine Hermant       |                 |
| Bruxelles            | Jean-Pierre Kerckhofs |                 |
| Liège                | Laure Lekane          |                 |
| Liège                | Julien Liradelfo      |                 |
| Charleroi-Thuin      | Germain Mugemangango  |                 |
| Verviers             | Samuel Nemes          |                 |
| Charleroi-Thuin      | Amandine Pavet        |                 |
| Bruxelles            | Luc Vancauwenberge    |                 |
| Namur                | Anouk Vandevoorde     |                 |

### Centre démocrate humaniste(11)
| Arrondissement                           | Député                  | Député remplacé |
| ---------------------------------------- | ----------------------- | --------------- |
| Nivelles                                 | André Antoine           |                 |
| Dinant-Philippeville                     | Christophe Bastin       |                 |
| Arlon-Marche-Bastogne-Neufchâteau-Virton | René Collin             |                 |
| Soignies-La Louvière                     | François Desquesnes     |                 |
| Namur                                    | Benoît Dispa            |                 |
| Arlon-Marche-Bastogne-Neufchâteau-Virton | Anne-Catherine Goffinet |                 |
| Liège                                    | Alda Greoli             |                 |
| Bruxelles                                | Gladys Kazadi           |                 |
| Charleroi-Thuin                          | Julien Matagne          |                 |
| Verviers                                 | Marie-Martine Schyns    |                 |
| Tournai-Ath-Mouscron                     | Mathilde Vandorpe       |                 |

### DéFI(3)
| Arrondissement | Député              | Député remplacé       |
| -------------- | ------------------- | --------------------- |
| Bruxelles      | Sadik Köksal        | Christophe Magdalijns |
| Bruxelles      | Nicole Nketo Bomele | Joëlle Maison         |
| Bruxelles      | Michaël Vossaert    |                       |